# Liste der Geotope im Landkreis Tuttlingen
Diese sortierbare Liste der Geotope im Landkreis Tuttlingen enthält die Geotope des baden-württembergischen Landkreises Tuttlingen, die amtlichen Bezeichnungen für Namen und Nummern sowie deren geographische Lage. Die Geotope sind im Geotop-Kataster Baden-Württemberg dokumentiert und umfassen Aufschlüsse von Gesteinen, Böden, Mineralien und Fossilien sowie besondere Landschaftsteile.

## Liste
Im Landkreis sind 141 Geotope (Stand 16. August 2020) vom Landesamt für Geologie, Rohstoffe und Bergbau (LGRB) ausgewiesen:
| Steckbrief Nr. (PDF) | Name                                                                                 | Geotoptyp            | Gemeinde/Stadt, Gemarkung                 | Koordinaten                                                    | Bild | Bemerkungen |
| -------------------- | ------------------------------------------------------------------------------------ | -------------------- | ----------------------------------------- | -------------------------------------------------------------- | ---- | --- |
| 335                  | Fahrweg zur „Heerstraße“ NE von Talheim                                              | Aufschluss           | Talheim                                   | 48° 0′ 50,6″ N, 8° 40′ 50,3″ O                                 |      | Geologische Einheit: Grenze Ludwigienton-Formation Wedelsandstein-Formation                                                                         |
| 4698                 | Prallhang der Prim bei Aixheim, Aldingen                                             | Aufschluss           | Aldingen Gemarkung Aixheim                | 48° 7′ 8,4″ N, 8° 40′ 48,4″ O                                  |      | Geologische Einheit: Stubensandstein Status: geschützt                                                                                              |
| 4699                 | Rabenloch ca. 660 m NNE von Bärenthal                                                | Höhle                | Bärenthal                                 | 48° 4′ 48,4″ N, 8° 55′ 45,1″ O                                 |      | Geologische Einheit: Untere Felsenkalk-Formation Status: mit geschützt (NSG Hüttenberg)                                                             |
| 4700                 | Felsentor bei Gnadenweiler, Bärenthal                                                | Felsformation        | Bärenthal                                 | 48° 4′ 35,5″ N, 8° 56′ 20,4″ O                                 |      | Geologische Einheit: Massenkalk-Formation Status: mit geschützt (NSG Hüttenberg)                                                                    |
| 4701                 | Eselstalhöhle (Kloosehöhle), Buchheim                                                | Höhle                | Buchheim                                  | 48° 1′ 3,8″ N, 8° 58′ 5,3″ O                                   |      | Geologische Einheit: Massenkalk-Formation Status: geschützt (Naturdenkmal 2 Höhlen im Eselstal, „Klosehöhle“)                                       |
| 4702                 | Buttentalhöhle ca. 1800 m ESE von Fridingen                                          | Höhle                | Buchheim                                  | 48° 0′ 50,5″ N, 8° 57′ 20,5″ O                                 |      | Geologische Einheit: Massenkalk-Formation Status: geschützt (Naturdenkmal Buttentalhöhle)                                                           |
| 4703                 | Teufelsküche ca. 2200 m W von Buchheim                                               | Landschaftselement   | Buchheim                                  | 48° 0′ 39,2″ N, 8° 57′ 29,2″ O                                 |      | Geologische Einheit: Massenkalk-Formation Status: geschützt (Naturdenkmal Teufelsküche)                                                             |
| 4704                 | Aufgelassener Steinbruch am Ortenberg E von Deilingen                                | Aufschluss           | Deilingen                                 | 48° 10′ 53,8″ N, 8° 48′ 19,2″ O                                |      | Geologische Einheit: Wohlgeschichtete Kalk-Formation Status: mit geschützt (NSG Ortenberg)                                                          |
| 4705                 | Dürbheimer Moos W von Dürbheim                                                       | Moor                 | Dürbheim                                  | 48° 3′ 13,8″ N, 8° 46′ 38,6″ O                                 |      | Geologische Einheit: Quartär Status: mit geschützt (NSG Dürbheimer Moos)                                                                            |
| 4706                 | Heidentor, Egesheim                                                                  | Felsformation        | Egesheim                                  | 48° 10′ 53,8″ N, 8° 48′ 19,2″ O                                |      | Geologische Einheit: Massenkalk-Formation Status: geschützt (Naturdenkmal Heidentor)                                                                |
| 4707                 | Beilsteinhöhle im Steilhang zwischen Egesheim und Königsheim                         | Höhle                | Egesheim                                  | 48° 6′ 33,4″ N, 8° 51′ 26,3″ O                                 |      | Geologische Einheit: Untere Felsenkalk-Formation Status: geschützt (Naturdenkmal Beilsteinhöhle)                                                    |
| 4708                 | Aufg. Lehmgrube östl. von Liptingen                                                  | Aufschluss           | Emmingen-Liptingen Gemarkung Liptingen    | 47° 56′ 33,7″ N, 8° 55′ 57,8″ O                                |      | Geologische Einheit: Bohnerzton Status: geschützt (Naturdenkmal Lehmgrube ostwärts Liptingen)                                                       |
| 4709                 | Langenfels mit Höhlen ca. 2000 m SE von Kolbingen                                    | Höhlen               | Fridingen an der Donau                    | 48° 2′ 33″ N, 8° 54′ 29,5″ O                                   |      | Geologische Einheit: Untere Felsenkalk-Formation Obere Felsenkalk-Formation Status: mit geschützt (NSG Hintelestal)                                 |
| 4710                 | Breiter Fels ca. 1000 m NNW von Fridingen                                            | Felsformation Höhlen | Fridingen an der Donau                    | 48° 2′ 18,5″ N, 8° 55′ 16,3″ O                                 |      | Geologische Einheit: Untere Felsenkalk-Formation Obere Felsenkalk-Formation Status: mit geschützt (NSG Buchhalde-Oberes Donautal)                   |
| 4711                 | Schloßfelsenhöhle ca. 1300 m ESE von Fridingen                                       | Höhle                | Fridingen an der Donau                    | 48° 1′ 0,2″ N, 8° 56′ 48,1″ O                                  |      | Geologische Einheit: Untere Felsenkalk-Formation Status: mit geschützt (NSG Stiegelesfels-Oberes Donautal)                                          |
| 4712                 | Bronner Höhle 1, Fridingen                                                           | Höhle                | Fridingen an der Donau                    | 48° 1′ 47,2″ N, 8° 58′ 2,4″ O                                  |      | Geologische Einheit: Massenkalk-Formation Status: geschützt (Naturdenkmal Höhle unterhalb Schloß Bronnen)                                           |
| 4713                 | Ramspelquelle, Fridingen                                                             | Quelle               | Fridingen an der Donau                    | 48° 1′ 27,4″ N, 8° 57′ 20,4″ O                                 |      | Geologische Einheit: Hangende Bankkalk-Formation Status: geschützt (Naturdenkmal Ramspel-Quelle (Goldgrubenquelle))                                 |
| 4714                 | Ziegelhöhle, Fridingen                                                               | Höhle                | Fridingen an der Donau                    | 48° 0′ 35,9″ N, 8° 56′ 39″ O                                   |      | Geologische Einheit: Massenkalk-Formation Status: geschützt (Naturdenkmal Ziegelhöhle)                                                              |
| 4715                 | Jägerhaushöhle NE oberh. von Schloß Bronnen                                          | Höhle                | Fridingen an der Donau                    | 48° 1′ 52,7″ N, 8° 57′ 57,1″ O                                 |      | Geologische Einheit: Massenkalk-Formation Status: geschützt (Naturdenkmal Jägerhaushöhle)                                                           |
| 4716                 | Sperberloch gegenüb. von Schloß Bronnen                                              | Höhle                | Fridingen an der Donau                    | 48° 1′ 40,7″ N, 8° 57′ 37,8″ O                                 |      | Geologische Einheit: Massenkalk-Formation Status: geschützt (Naturdenkmal Sperbersloch)                                                             |
| 4717                 | Stiegelesfels ca. 1400 m ESE von Fridingen                                           | Felsformation        | Fridingen an der Donau                    | 48° 0′ 58,9″ N, 8° 56′ 57,8″ O                                 |      | Geologische Einheit: Oberjura Status: mit geschützt (NSG Stiegelesfels-Oberes Donautal)                                                             |
| 4718                 | Osterbühl, aufg. Steinbruch bei Geisingen                                            | Aufschluss           | Geisingen Gemarkung Leipferdingen         | 47° 51′ 19,4″ N, 8° 40′ 52,4″ O                                |      | Geologische Einheit: Harter schwarzer Basalttuff Status: geschützt (Naturdenkmal „Osterbühl“ (Basalt-Tuffschlot))                                   |
| 4719                 | Wartenberg, 2500 m W von Geisingen                                                   | Landschaftselement   | Geisingen                                 | 47° 55′ 29,3″ N, 8° 37′ 3,9″ O                                 |      | Geologische Einheit: Basalt Status: geschützt (Naturdenkmal Basaltschlot mit Ruine)                                                                 |
| 4720                 | Zeugenberg Hohenkarpfen, Hausen ob Verena                                            | Landschaftselement   | Hausen ob Verena                          | 48° 2′ 28″ N, 8° 43′ 4,9″ O                                    |      | Geologische Einheit: Wohlgeschichtete Kalk-Formation (Gipfelbereich) Status: mit geschützt (NSG Hohenkarpfen)                                       |
| 4721                 | Aufg. Steinbruch Höwenegg, Immendingen                                               | Aufschluss           | Immendingen                               | 47° 54′ 42″ N, 8° 44′ 24,5″ O                                  |      | Geologische Einheit: Basalt/Basalttuff Status: mit geschützt (NSG Höwenegg)                                                                         |
| 4722                 | Dörrhaldenhöhle, Königsheim                                                          | Höhle                | Königsheim                                | 48° 6′ 11,8″ N, 8° 51′ 46,7″ O                                 |      | Geologische Einheit: Massenkalk-Formation Status: geschützt (Naturdenkmal Neue Höhle (Dörrhaldenhöhle))                                             |
| 4723                 | Friedrichshöhle, Königsheim                                                          | Höhle                | Königsheim                                | 48° 6′ 20,9″ N, 8° 52′ 18,1″ O                                 |      | Massenkalk-Formation Status: geschützt (Naturdenkmal Friedrichshöhle)                                                                               |
| 4724                 | Kolbinger Höhle (Stephanshöhle), Kolbingen                                           | Höhle                | Kolbingen                                 | 48° 2′ 24,3″ N, 8° 55′ 3,8″ O                                  |      | Geologische Einheit: Massenkalk-Formation Status: geschützt (Naturdenkmal Kolbinger Höhle)                                                          |
| 4725                 | Quellhöhle des Wulfenbrunnens ca. 2000 m N von Mühlheim                              | Höhle                | Mühlheim an der Donau                     | 48° 2′ 30,1″ N, 8° 53′ 25,3″ O                                 |      | Geologische Einheit: Wohlgeschichtete Kalk-Formation Status: geschützt (Naturdenkmal Wulfbachquelle)                                                |
| 4726                 | Mühlheimer Höhle, Mühlheim an der Donau                                              | Höhle                | Mühlheim an der Donau                     | 48° 2′ 19,4″ N, 8° 54′ 0,5″ O                                  |      | Geologische Einheit: Oberjura Status: geschützt (Naturdenkmal Mühlheimer Höhle)                                                                     |
| 4727                 | Quelle Riedbrunnen, Mühlheim an der Donau                                            | Quelle               | Mühlheim an der Donau Gemarkung Stetten   | 48° 1′ 17,1″ N, 8° 51′ 52,8″ O                                 |      | Geologische Einheit: Jura- Hangschutt Status: geschützt (Naturdenkmal Riedbrunnenquelle)                                                            |
| 4728                 | Rappenfelshöhle ca. 1500 m SW von Kolbingen                                          | Höhle                | Mühlheim an der Donau                     | 48° 2′ 37,1″ N, 8° 52′ 24,9″ O                                 |      | Geologische Einheit: Untere Felsenkalk-Formation Status: geschützt (Naturdenkmal Rappenfelsen mit Bewuchs u. Höhle)                                 |
| 4729                 | Harreser Erdfälle, Neuhausen ob Eck                                                  | Dolinen              | Neuhausen ob Eck                          | 47° 58′ 37,8″ N, 8° 57′ 49″ O                                  |      | Geologische Einheit: Massenkalk-Formation Status: geschützt (Naturdenkmal Harreser Erdfälle)                                                        |
| 4730                 | Doline und Ponor im Schindelwald, Neuhausen ob Eck                                   | Doline               | Neuhausen ob Eck                          | 47° 56′ 50″ N, 8° 57′ 23,6″ O                                  |      | Geologische Einheit: Massenkalk-Formation Status: geschützt (Naturdenkmal Wasserfall (Doline) im Schindelwald)                                      |
| 4731                 | Höhle Bettelmannskeller, Rietheim-Weilheim                                           | Höhle                | Rietheim-Weilheim Gemarkung Weilheim      | 48° 0′ 58,6″ N, 8° 47′ 18,7″ O                                 |      | Geologische Einheit: Massenkalk-Formation Status: geschützt (Naturdenkmal Bettelmannskeller)                                                        |
| 4732                 | Felsgruppe Drei Felslein, Tuttlingen                                                 | Felsformation        | Tuttlingen Gemarkung Nendingen            | 47° 59′ 16,1″ N, 8° 53′ 11,7″ O                                |      | Geologische Einheit: Massenkalk-Formation Status: geschützt (Naturdenkmal Drei kleine Felslein, Seitental vom Rottweiler Tal)                       |
| 4733                 | Quelltopf bei der Papiermühle, Tuttlingen                                            | Quelle               | Tuttlingen                                | 48° 0′ 35,8″ N, 8° 49′ 4″ O                                    |      | Geologische Einheit: Wohlgeschichtete Kalk-Formation Status: geschützt (Naturdenkmal Quelltopf bei der Papiermühle)                                 |
| 4734                 | Aufg. Steinbruch am Koppenland, Tuttlingen                                           | Aufschluss           | Tuttlingen                                | 47° 58′ 58,8″ N, 8° 47′ 38,5″ O                                |      | Geologische Einheit: Pleistozäner Donauschotter Status: geschützt (Naturdenkmal Geologisch interessanter Steinbruch)                                |
| 4735                 | Doline Kesselgrube, Tuttlingen                                                       | Doline               | Tuttlingen                                | 48° 0′ 4,9″ N, 8° 47′ 59″ O                                    |      | Geologische Einheit: Obere Felsenkalk-Formation Status: geschützt (Naturdenkmal Kesselgrube)                                                        |
| 4736                 | Kalktuffterrasse am Neubrünnle, Wehingen                                             | Sinterstufe          | Wehingen                                  | 48° 10′ 15″ N, 8° 49′ 40,7″ O                                  |      | Geologische Einheit: Grenzbereich Wohlgeschichtete Kalk-Formation Impressamergel-Formation Status: geschützt (Naturdenkmal Tuffterrasse Neubrünnle) |
| 4737                 | Nonnenhöhle, Wurmlingen                                                              | Höhle                | Wurmlingen                                | 48° 0′ 35,3″ N, 8° 47′ 18,8″ O                                 |      | Geologische Einheit: Massenkalk-Formation Status: geschützt (Naturdenkmal Nonnenhöhle)                                                              |
| 4738                 | Bachtalhöhle                                                                         | Höhle                | Buchheim                                  | 48° 0′ 44″ N, 8° 57′ 49,8″ O                                   |      | Geologische Einheit: ? Status: geschützt (Naturdenkmal Bachtalhöhle)                                                                                |
| 4739                 | Steinmännchen                                                                        | Felsformation        | Buchheim                                  | 48° 1′ 11,6″ N, 8° 58′ 18,6″ O                                 |      | Geologische Einheit: ? Status: geschützt (Naturdenkmal Steinmännchen)                                                                               |
| 4740                 | Kalksteinablagerungen (in der Nähe vom Kapf)                                         | Landschaftselement   | Geisingen                                 | 47° 54′ 23,9″ N, 8° 36′ 31,3″ O                                |      | Geologische Einheit: ? Status: geschützt (Naturdenkmal Kalksteinablagerungen)                                                                       |
| 4741                 | Sinter-Kalk                                                                          | Landschaftselement   | Geisingen                                 | 47° 52′ 32″ N, 8° 41′ 2,7″ O                                   |      | Geologische Einheit: ? Status: geschützt (Naturdenkmal Sinter-Kalk (Süßwassertuff))                                                                 |
| 4743                 | Hohler Fels mit Mooshöhle                                                            | Höhle                | Kolbingen                                 | 48° 3′ 26″ N, 8° 55′ 45,3″ O                                   |      | Geologische Einheit: ? Status: geschützt (Naturdenkmal Hohler Fels mit Mooshöhle)                                                                   |
| 4744                 | Quellbereich der Brunnenstube                                                        | Quelle               | Mühlheim an der Donau                     | 48° 1′ 4,2″ N , 8° 53′ 52,3″ O 48.017831666667 8.8978566666667 |      | Geologische Einheit: ? Status: geschützt (Naturdenkmal Quellbereich der Brunnenstube)                                                               |
| 4745                 | Geigersbrunnen                                                                       | Quelle               | Renquishausen                             | 48° 4′ 47,4″ N, 8° 54′ 55,6″ O                                 |      | Geologische Einheit: ? Status: geschützt (Naturdenkmal Geigersbrunnen)                                                                              |
| 4746                 | Sinterkalk im Harrasbachtal                                                          | Sinterstufe          | Wehingen                                  | 48° 10′ 16,2″ N, 8° 49′ 42″ O                                  |      | Geologische Einheit: ? Status: geschützt (Naturdenkmal Sinterkalk im Harrasbachtal)                                                                 |
| 4747                 | Wasserfall mit Kalkquellflur                                                         | Landschaftselement   | Bärenthal                                 | 48° 1′ 11,6″ N, 8° 58′ 18,6″ O                                 |      | Geologische Einheit: ? Status: geschützt (Naturdenkmal Wasserfall mit Kalkquellflur)                                                                |
| 4748                 | Fohlenstein                                                                          | Landschaftselement   | Bubsheim                                  | 48° 7′ 6,2″ N, 8° 48′ 38,9″ O                                  |      | Geologische Einheit: ? Status: geschützt (Naturdenkmal Fohlenstein)                                                                                 |
| 4749                 | Aufgelassene Sandgrube W von Aixheim, Aldingen                                       | Aufschluss           | Aldingen Gemarkung Aixheim                | 48° 6′ 25,9″ N, 8° 38′ 44,9″ O                                 |      | Geologische Einheit: Stubensandstein |
| 4750                 | Materialgrube W von Aldingen, Aldingen                                               | Aufschluss           | Aldingen                                  | 48° 5′ 7,3″ N, 8° 40′ 28,9″ O                                  |      | Geologische Einheit: Übergang Obtususton-Formation Numismalismergel-Formation                                                                       |
| 4751                 | Weganschnitt bei der Osterhalde S von Aldingen                                       | Aufschluss           | Aldingen                                  | 48° 4′ 47,2″ N, 8° 42′ 42,9″ O                                 |      | Geologische Einheit: Posidonienschiefer-Formation                                                                                                   |
| 4752                 | Aufg. Kalk-Tuffsteinbruch, Bärenthal                                                 | Aufschluss           | Bärenthal                                 | 48° 5′ 38,3″ N, 8° 55′ 5,4″ O                                  |      | Geologische Einheit: Holozäner Kalktuff |
| 4753                 | Strassenaufschluss an der Rauhen Halde, Bärenthal                                    | Aufschluss           | Bärenthal                                 | 48° 3′ 38,2″ N, 8° 55′ 17,7″ O                                 |      | Geologische Einheit: Lacunosamergel-Formation |
| 4754                 | Lengenfels-Durchgangshöhle, Bärenthal                                                | Höhle                | Bärenthal                                 | 48° 3′ 44,3″ N, 8° 55′ 59,7″ O                                 |      | Geologische Einheit: ? |
| 4755                 | Steinbrüche bei Ensisheim                                                            | Aufschluss           | Bärenthal                                 | 48° 5′ 38,6″ N, 8° 55′ 3,5″ O                                  |      | Geologische Einheit: Holozäner Kalktuff |
| 4756                 | Montmilchhöhle am Steilhang oberh. von Bärenthal                                     | Höhle                | Bärenthal                                 | 48° 4′ 35,1″ N, 8° 55′ 13,7″ O                                 |      | Geologische Einheit: Untere Felsenkalk-Formation |
| 4757                 | Steinbrüche und Höhlen an der westl. Talseite des Bäratals                           | Aufschluss           | Bärenthal                                 | 48° 4′ 35,5″ N, 8° 55′ 24,3″ O                                 |      | Geologische Einheit: Holozäner Kalktuff |
| 4758                 | Bärentalsteige nach Renquishausen                                                    | Aufschluss           | Bärenthal                                 | 48° 4′ 6,3″ N, 8° 55′ 21″ O                                    |      | Geologische Einheit: Impressamergel-Formation bis Untere Felsenkalk-Formation                                                                       |
| 4759                 | Eulenloch ca. 1200 m SW von Bärenthal                                                | Höhle                | Bärenthal                                 | 48° 3′ 57,3″ N, 8° 55′ 4,3″ O                                  |      | Geologische Einheit: Untere Felsenkalk-Formation |
| 4760                 | Aufg. Steinbruch und Felsnadel E von Böttingen                                       | Aufschluss           | Böttingen                                 | 48° 5′ 42,7″ N, 8° 49′ 6,8″ O                                  |      | Geologische Einheit: Untere Felsenkalk-Formation |
| 4761                 | Felswand 200 m W Allenspacher Hof, Böttingen                                         | Felsformation        | Böttingen                                 | 48° 5′ 38,2″ N, 8° 49′ 41,6″ O                                 |      | Geologische Einheit: Untere Felsenkalk-Formation |
| 4762                 | Steinbruch Schotterwerk Kuhn, Buchheim                                               | Aufschluss           | Buchheim                                  | 48° 0′ 3,3″ N, 8° 59′ 8,1″ O                                   |      | Geologische Einheit: Massenkalk-Formation |
| 4763                 | Ruine-Kallenberg-Höhle in den Felsen östl. der Ruine Kallenberg                      | Höhle                | Buchheim                                  | 48° 0′ 35,9″ N, 8° 57′ 0,7″ O                                  |      | Geologische Einheit: Untere Felsenkalk-Formation |
| 4764                 | Felsenmeer aus verschwammtem Weissjurakalk am Hochberg, Deilingen                    | Landschaftselement   | Deilingen                                 | 48° 9′ 32,5″ N, 8° 45′ 14,2″ O                                 |      | Geologische Einheit: Lochen-Formation |
| 4765                 | Steilabbruch am Hochberg (Westflanke), Deilingen                                     | Felsformation        | Deilingen                                 | 48° 9′ 31,5″ N, 8° 45′ 18,5″ O                                 |      | Geologische Einheit: Lochen-Formation |
| 4766                 | Strassenböschung Wettbachstrasse, Denkingen                                          | Aufschluss           | Denkingen                                 | 48° 6′ 45″ N, 8° 44′ 16″ O                                     |      | Geologische Einheit: Posidonienschiefer-Formation                                                                                                   |
| 4767                 | Felswand in der Mühlgasse, Denkingen                                                 | Felsformation        | Denkingen                                 | 48° 6′ 44,3″ N, 8° 44′ 11,6″ O                                 |      | Geologische Einheit: Posidonienschiefer-Formation                                                                                                   |
| 4768                 | Steinbruch an der Burghalde, Dürbheim                                                | Aufschluss           | Dürbheim                                  | 48° 4′ 17,1″ N, 8° 47′ 16,9″ O                                 |      | Geologische Einheit: Wohlgeschichtete Kalk-Formation                                                                                                |
| 4769                 | Aufg. Steinbruch N von Egesheim                                                      | Aufschluss           | Egesheim                                  | 48° 7′ 19,8″ N, 8° 52′ 18,4″ O                                 |      | Geologische Einheit: Liegende Bankkalk-Formation Grabungsschutzgebiet                                                                               |
| 4770                 | Aufg. Steinbruch N von Liptingen, Emmingen-Liptingen                                 | Aufschluss           | Emmingen-Liptingen Gemarkung Liptingen    | 47° 57′ 0,4″ N, 8° 52′ 51,3″ O                                 |      | Geologische Einheit: Hangende Bankkalk-Formation |
| 4771                 | Steinbruch bei Waldhof, Emmingen-Liptingen                                           | Aufschluss           | Emmingen-Liptingen Gemarkung Liptingen    | 47° 56′ 4,3″ N, 8° 56′ 17,1″ O                                 |      | Geologische Einheit: Liegende Bankkalk-Formation bis Hangende Bankkalk-Formation                                                                    |
| 4772                 | Aufg. Steinbruch ca. 7000 m SO von Tuttlingen an der Straße nach Liptingen           | Aufschluss           | Emmingen-Liptingen Gemarkung Liptingen    | 47° 56′ 57,2″ N, 8° 53′ 8,1″ O                                 |      | Geologische Einheit: Hangende Bankkalk-Formation |
| 4773                 | Aufg. Steinbruch an der Schelmenhalde, Fridingen an der Donau                        | Aufschluss           | Fridingen an der Donau                    | 48° 0′ 56,3″ N, 8° 55′ 40,1″ O                                 |      | Geologische Einheit: Untere Felsenkalk-Formation |
| 4774                 | Hohler Felsen ca. 1700 m S von Bärenthal                                             | Höhle                | Fridingen an der Donau                    | 48° 3′ 26,5″ N, 8° 55′ 50″ O                                   |      | Geologische Einheit: Untere Felsenkalk-Formation |
| 4775                 | Schwarzwagfelsen mit Höhle ca. 300 m NW vom Jägerhaus                                | Höhle                | Fridingen an der Donau                    | 48° 1′ 53,3″ N, 8° 57′ 38,3″ O                                 |      | Geologische Einheit: Untere Felsenkalk-Formation |
| 4776                 | Donau-Versickerungsstellen ca. 1200 m S von Fridingen                                | Landschaftselement   | Fridingen an der Donau                    | 48° 0′ 36,2″ N, 8° 55′ 56″ O                                   |      | Geologische Einheit: ? |
| 4777                 | Böschung am neuen Sportplatz, Frittlingen                                            | Aufschluss           | Frittlingen                               | 48° 7′ 50,8″ N, 8° 42′ 45,7″ O                                 |      | Geologische Einheit: Grenzbereich Obtususton-Formation Numismalismergel-Formation                                                                   |
| 4778                 | Tongrube, Geisingen                                                                  | Aufschluss           | Geisingen                                 | 47° 56′ 21,1″ N, 8° 37′ 0,7″ O                                 |      | Geologische Einheit: Opalinuston-Formation bis Wedelsandstein-Formation                                                                             |
| 4779                 | Steinbruch oberhalb von Geisingen                                                    | Aufschluss           | Geisingen                                 | 47° 55′ 52,5″ N, 8° 39′ 51,9″ O                                |      | Geologische Einheit: Wohlgeschichtete Kalk-Formation und Lacunosamergel-Formation                                                                   |
| 4780                 | Aufg. Tagebau auf dem Kuhberg 1000 m SW von Gutmadingen                              | Aufschluss           | Geisingen Gemarkung Gutmadingen           | 47° 54′ 24,4″ N, 8° 36′ 18,2″ O                                |      | Geologische Einheit: Dentalienton-Formation Ornatenton-Formation                                                                                    |
| 4781                 | Aufg. Steinbruch bei Leipferdingen, Geisingen                                        | Aufschluss           | Geisingen Gemarkung Leipferdingen         | 47° 52′ 15,5″ N, 8° 39′ 23″ O                                  |      | Geologische Einheit: Wohlgeschichtete Kalk-Formation                                                                                                |
| 4782                 | Aufschluss an der B31, Geisingen                                                     | Aufschluss           | Geisingen Gemarkung Kirchen-Hausen        | 47° 53′ 50,6″ N, 8° 42′ 30,6″ O                                |      | Geologische Einheit: Massenkalk-Formation |
| 4783                 | Strassenböschung an der Wassersteige beim Parkplatz, Gosheim                         | Aufschluss           | Gosheim                                   | 48° 8′ 44,5″ N, 8° 44′ 47,3″ O                                 |      | Geologische Einheit: Ostreenkalk-Formation und Hamitenton-Formation                                                                                 |
| 4784                 | Böschung an der Strasse Gosheim-Denkingen                                            | Aufschluss           | Gosheim                                   | 48° 7′ 54,1″ N, 8° 45′ 17,1″ O                                 |      | Geologische Einheit: Wedelsandstein-Formation und Ostreenkalk-Formation                                                                             |
| 4785                 | Strassenböschung E von Gosheim                                                       | Aufschluss           | Gosheim                                   | 48° 7′ 54,2″ N, 8° 46′ 16,1″ O                                 |      | Geologische Einheit: Grenze zwischen Ornatenton-Formation und Impressamergel-Formation                                                              |
| 4786                 | Aufg. Steinbruch SE von Gosheim                                                      | Aufschluss           | Gosheim                                   | 48° 7′ 40,3″ N, 8° 46′ 29,7″ O                                 |      | Geologische Einheit: Impressamergel-Formation und Wohlgeschichtete Kalk-Formation                                                                   |
| 4787                 | Katzensteige und Längenberg 1500 m NW von Gosheim                                    | Aufschluss           | Gosheim                                   | 48° 8′ 29,2″ N, 8° 44′ 3,4″ O                                  |      | Geologische Einheit: Opalinuston-Formation bis Ostreenkalk-Formation                                                                                |
| 4788                 | Ehem. Bahneinschnitt SE von Gosheim und Straßenböschungen am Ortsausgang             | Aufschluss           | Gosheim                                   | 48° 7′ 50,6″ N, 8° 45′ 50″ O                                   |      | Geologische Einheit: Ostreenkalk-Formation und Hamitenton-Formation                                                                                 |
| 4789                 | Doline Gefallenes Loch, Immendingen                                                  | Doline               | Immendingen Gemarkung Hattingen           | 47° 55′ 30,4″ N, 8° 45′ 51,4″ O                                |      | Geologische Einheit: ? |
| 4790                 | Straßenböschung 1500 m S von Hattingen an der steilsten Stelle der Straße nach Engen | Aufschluss           | Immendingen Gemarkung Hattingen           | 47° 54′ 21,3″ N, 8° 47′ 10,7″ O                                |      | Geologische Einheit: Zementmergel-Formation |
| 4791                 | Felswand an der Strasse zum Grillplatz, Immendingen                                  | Aufschluss           | Immendingen                               | 47° 56′ 37,6″ N, 8° 44′ 21,5″ O                                |      | Geologische Einheit: Wohlgeschichtete Kalk-Formation                                                                                                |
| 4792                 | Aufg. Steinbruch E von Immendingen                                                   | Aufschluss           | Immendingen                               | 47° 56′ 3,7″ N, 8° 45′ 7,4″ O                                  |      | Geologische Einheit: Untere Felsenkalk-Formation |
| 4793                 | Donauversinkung im Brühl bei Immendingen                                             | Landschaftselement   | Immendingen                               | 47° 55′ 45,6″ N, 8° 45′ 24,4″ O                                |      | Geologische Einheit: Wohlgeschichtete Kalk-Formation                                                                                                |
| 4794                 | Straßenaufschluss S von Immendingen N der Kaserne, oberh. der 1. Kurve               | Aufschluss           | Immendingen                               | 47° 55′ 53,3″ N, 8° 44′ 38,6″ O                                |      | Geologische Einheit: Untere Felsenkalk-Formation |
| 4795                 | Doline Hattinger Loch ca. 1300 m N von Mauenheim                                     | Doline               | Immendingen                               | 47° 54′ 46″ N, 8° 45′ 16″ O                                    |      | Geologische Einheit: Massenkalk-Formation |
| 4796                 | Aufschluss hinter der Daxmühle bei Mauenheim (Mauenheimer Mühle), Immendingen        | Aufschluss           | Immendingen Gemarkung Mauenheim           | 47° 54′ 30,7″ N, 8° 44′ 58,7″ O                                |      | Geologische Einheit: Hornblendetuffe |
| 4797                 | Doline Michaelsloch ca. 1400 m NNW von Mauenheim                                     | Doline               | Immendingen Gemarkung Mauenheim           | 47° 54′ 46,4″ N, 8° 45′ 41,5″ O                                |      | Geologische Einheit: Neuhausen ob Eck |
| 4798                 | Spaltfels ca. 500 m NE von Beuron                                                    | Felsformation        | Irndorf                                   | 48° 3′ 21,1″ N, 8° 58′ 28″ O                                   |      | Geologische Einheit: Untere Felsenkalk-Formation |
| 4799                 | Rauher Stein ca. 1000 m NE von Beuron                                                | Felsformation        | Irndorf                                   | 48° 3′ 27,6″ N, 8° 58′ 42,4″ O                                 |      | Geologische Einheit: Impressamergel-Formation bis Lacunosamergel-Formation                                                                          |
| 4800                 | Aufg. Steinbruch beim Ortseingang Kolbingen                                          | Aufschluss           | Kolbingen                                 | 48° 3′ 5″ N, 8° 53′ 8,3″ O                                     |      | Geologische Einheit: Liegende Bankkalk-Formation |
| 4801                 | Strassenaufschluss (Felswand) Burghalde, Kolbingen                                   | Aufschluss           | Kolbingen                                 | 48° 2′ 41,1″ N, 8° 53′ 14,1″ O                                 |      | Geologische Einheit: Untere Felsenkalk-Formation |
| 4802                 | Steinbrüche an der Ziegelhütte ca. 1700 m WSW von Renquishausen                      | Aufschluss           | Kolbingen                                 | 48° 4′ 45″ N, 8° 52′ 13,5″ O                                   |      | Geologische Einheit: Liegende Bankkalk-Formation |
| 4803                 | Steigeleloch ca. 2300 m NW von Kolbingen                                             | Höhle                | Kolbingen                                 | 48° 4′ 11,4″ N, 8° 52′ 24,2″ O                                 |      | Geologische Einheit: Obere Felsenkalk-Formation |
| 4804                 | Doline Hummelsloch ca. 2000 m S von Bärenthal                                        | Doline               | Kolbingen                                 | 48° 3′ 21,3″ N, 8° 55′ 25,4″ O                                 |      | Geologische Einheit: Untere Felsenkalk-Formation |
| 4805                 | Härtlesloch ca. 1000 m SSW von Kolbingen                                             | Höhle                | Kolbingen                                 | 48° 2′ 46,2″ N, 8° 53′ 2,5″ O                                  |      | Geologische Einheit: Untere Felsenkalk-Formation |
| 4806                 | Aufg. Steinbruch an der Strassenkehre SE von Mahlstetten                             | Aufschluss           | Mahlstetten                               | 48° 4′ 21,6″ N, 8° 50′ 54,8″ O                                 |      | Geologische Einheit: Lacunosamergel-Formation bis Untere Felsenkalk-Formation                                                                       |
| 4807                 | Bernhardshöhle ca. 1500 m WSW von Mahlstetten                                        | Höhle                | Mahlstetten                               | 48° 4′ 14″ N, 8° 49′ 1,8″ O                                    |      | Geologische Einheit: Untere Felsenkalk-Formation |
| 4808                 | Sauloch ca. 1000 m NE von Mahlstetten                                                | Höhle                | Mahlstetten                               | 48° 4′ 53,7″ N, 8° 50′ 54,2″ O                                 |      | Geologische Einheit: Untere Felsenkalk-Formation |
| 4809                 | Straßenaufschlüsse an der Kolbinger Steige in Richtung Kolbingen                     | Aufschluss           | Mühlheim an der Donau                     | 48° 2′ 42″ N, 8° 53′ 9,3″ O                                    |      | Geologische Einheit: Wohlgeschichtete Kalk-Formation                                                                                                |
| 4810                 | Kalktuff-Mündungskegel des Mühlbachs N von Mühlheim                                  | Landschaftselement   | Mühlheim an der Donau                     | 48° 2′ 10,7″ N, 8° 53′ 32,5″ O                                 |      | Geologische Einheit: Kalktuff |
| 4811                 | Ursentalschacht ca. 1300 m S der ehem. Burg Kraftstein                               | Schachthöhle         | Mühlheim an der Donau Gemarkung Stetten   | 48° 2′ 14,9″ N, 8° 49′ 57,7″ O                                 |      | Geologische Einheit: Untere Felsenkalk-Formation |
| 4812                 | Felsenstube ca. 2100 m NNE von Neuhausen ob Eck                                      | Höhle                | Neuhausen ob Eck                          | 47° 59′ 16,6″ N , 8° 56′ 41″ O 47.987945 8.944723              |      | Geologische Einheit: Massenkalk-Formation |
| 4813                 | Aufg. kleiner Steinbruch Kleine Homburg, Neuhausen ob Eck, W von Oberschwandorf      | Aufschluss           | Neuhausen ob Eck Gemarkung Schwandorf     | 47° 57′ 26,8″ N, 8° 56′ 41,1″ O                                |      | Geologische Einheit: Hangende Bankkalk-Formation |
| 4814                 | Karstspaltenzug im Schwandorfer Wald, Neuhausen ob Eck                               | Landschaftselement   | Neuhausen ob Eck Gemarkung Schwandorf     | 47° 57′ 32,1″ N, 8° 57′ 43,8″ O                                |      | Geologische Einheit: Massenkalk-Formation |
| 4815                 | Doline an der B 311 bei Worndorf, Neuhausen ob Eck                                   | Doline               | Neuhausen ob Eck Gemarkung Worndorf       | 47° 59′ 17″ N, 9° 1′ 6,3″ O                                    |      | Geologische Einheit: Massenkalk-Formation |
| 4816                 | Aufgelassene Bergkiesgrube am Fuchsbühl, Seitingen-Oberflacht                        | Aufschluss           | Seitingen-Oberflacht Gemarkung Seitingen  | 48° 1′ 28″ N, 8° 44′ 19,5″ O                                   |      | Geologische Einheit: Wohlgeschichtete Kalk-Formation                                                                                                |
| 4817                 | Aufgelassener Steinbruch an der Grashalde, Seitingen-Oberflacht                      | Aufschluss           | Seitingen-Oberflacht Gemarkung Oberflacht | 48° 0′ 18,2″ N, 8° 43′ 10,9″ O                                 |      | Geologische Einheit: Wohlgeschichtete Kalk-Formation                                                                                                |
| 4818                 | Strassenaufschluss in Hofen, Aldinger Strasse, Spaichingen                           | Aufschluss           | Spaichingen                               | 48° 4′ 50,6″ N, 8° 43′ 43,2″ O                                 |      | Geologische Einheit: Posidonienschiefer-Formation                                                                                                   |
| 4819                 | Dreifaltigkeitsberg ENE von Spaichingen                                              | Landschaftselement   | Spaichingen                               | 48° 4′ 42,8″ N, 8° 45′ 53,2″ O                                 |      | Geologische Einheit: Wohlgeschichtete Kalk-Formation Zeugenberg                                                                                     |
| 4820                 | Böschung am Fahrweg von Talheim in Richtung Buchhalde                                | Aufschluss           | Talheim                                   | 48° 0′ 14,9″ N, 8° 40′ 14,8″ O                                 |      | Geologische Einheit: Ostreenkalk-Formation |
| 4821                 | Aufschlüsse am N-Hang des Reifenbergs und der Buchhalde E von Talheim am Lupfen      | Aufschluss           | Talheim                                   | 47° 59′ 58,8″ N, 8° 40′ 57,8″ O                                |      | Geologische Einheit: Wedelsandstein-Formation bis Ostreenkalk-Formation                                                                             |
| 4822                 | Aufg. Mergelgrube NE von Trossingen, Trossingen                                      | Aufschluss           | Trossingen                                | 48° 5′ 0,9″ N, 8° 39′ 20,3″ O                                  |      | Geologische Einheit: Knollenmergel Fundort Plateosaurus                                                                                             |
| 4823                 | Aufg. Steinbruch an der Schanze (Möhringen), Tuttlingen                              | Aufschluss           | Tuttlingen Gemarkung Möhringen            | 47° 57′ 37,4″ N, 8° 46′ 15,9″ O                                |      | Geologische Einheit: Wohlgeschichtete Kalk-Formation                                                                                                |
| 4824                 | Steinbruch ca. 3000 m SW von Tuttlingen                                              | Aufschluss           | Tuttlingen Gemarkung Möhringen            | 47° 57′ 58,2″ N, 8° 46′ 31,2″ O                                |      | Geologische Einheit: Übergang Obere Felsenkalk-Formation Hangende Bankkalk-Formation                                                                |
| 4825                 | Aufg. Steinbruch an der Strasse Tuttlingen-Nendingen, Tuttlingen                     | Aufschluss           | Tuttlingen Gemarkung Nendingen            | 48° 0′ 5,8″ N, 8° 50′ 51,2″ O                                  |      | Geologische Einheit: Impressamergel-Formation und Wohlgeschichtete Kalk-Formation                                                                   |
| 4826                 | Aufg. Steinbruch E der ehemaligen Ziegelhütte, Tuttlingen                            | Aufschluss           | Tuttlingen Gemarkung Nendingen            | 47° 59′ 50,6″ N, 8° 51′ 24″ O                                  |      | Geologische Einheit: Untere Felsenkalk-Formation |
| 4827                 | Aufg. Steinbruch im Rottweiler Tal, Tuttlingen, SE von Nendingen                     | Aufschluss           | Tuttlingen Gemarkung Nendingen            | 47° 59′ 56,2″ N, 8° 52′ 47″ O                                  |      | Geologische Einheit: Obere Felsenkalk-Formation |
| 4828                 | Quellen des Kesselbachs ca. 1000 m SW von Stetten                                    | Quellen              | Tuttlingen Gemarkung Nendingen            | 48° 1′ 1,6″ N, 8° 51′ 41,7″ O                                  |      | Geologische Einheit: Grenzbereich Impressamergel-Formation und Wohlgeschichtete Kalk-Formation                                                      |
| 4829                 | Altental zwischen Tuttlingen und Neuhausen Ob Eck                                    | Landschaftselement   | Tuttlingen Gemarkung Nendingen            | 47° 58′ 44″ N, 8° 52′ 39,9″ O                                  |      | Geologische Einheit: Zementmergel-Formation |
| 4830                 | Tuttlinger Marmorbruch, Tuttlingen                                                   | Aufschluss           | Tuttlingen                                | 48° 0′ 6,6″ N, 8° 48′ 16,8″ O                                  |      | Geologische Einheit: Untere Felsenkalk-Formation Obere Felsenkalk-Formation                                                                         |
| 4831                 | Aufg. Steinbruch beim Bahnhof Tuttlingen                                             | Aufschluss           | Tuttlingen                                | 47° 58′ 33,9″ N, 8° 47′ 54″ O                                  |      | Geologische Einheit: Wohlgeschichtete Kalk-Formation                                                                                                |
| 4832                 | Aufg. Steinbruch S von Tuttlingen                                                    | Aufschluss           | Tuttlingen                                | 47° 58′ 26,6″ N, 8° 48′ 50″ O                                  |      | Geologische Einheit: Untere Felsenkalk-Formation |
| 4833                 | Aufg. Steinbruch im Duttental, Tuttlingen                                            | Aufschluss           | Tuttlingen                                | 47° 58′ 17,5″ N, 8° 48′ 41,8″ O                                |      | Geologische Einheit: Untere Felsenkalk-Formation |
| 4834                 | Aufg. Steinbruch E von Tuttlingen                                                    | Aufschluss           | Tuttlingen                                | 47° 58′ 35,2″ N, 8° 51′ 8,3″ O                                 |      | Geologische Einheit: Grenze Obere Felsenkalk-Formation / Liegende Bankkalk-Formation                                                                |
| 4835                 | Aufg. Steinbruch am Rastplatz Seitenbachtal, Tuttlingen                              | Aufschluss           | Tuttlingen                                | 47° 57′ 54,1″ N, 8° 51′ 2,7″ O                                 |      | Geologische Einheit: Untere Felsenkalk-Formation |
| 4836                 | Aufschluss 2300 m E von Tuttlingen                                                   | Aufschluss           | Tuttlingen                                | 47° 58′ 47,5″ N, 8° 51′ 14,6″ O                                |      | Geologische Einheit: Obere Felsenkalk-Formation |
| 4837                 | Straßenböschung an der B 311 N von Altental                                          | Aufschluss           | Tuttlingen                                | 47° 58′ 53,8″ N, 8° 52′ 39,9″ O                                |      | Geologische Einheit: Liegende Bankkalk-Formation |
| 4838                 | Aufg. Steinbruch E von Wurmlingen, Wurmlingen                                        | Aufschluss           | Wurmlingen                                | 48° 0′ 29,5″ N, 8° 47′ 46,8″ O                                 |      | Geologische Einheit: Lacunosamergel-Formation |